# Echthistatodes subobscurus
Echthistatodes subobscurus là một loài bọ cánh cứng trong họ Cerambycidae.